# 宫颈毛玻璃样细胞癌
宫颈毛玻璃样细胞癌（英語：Glassy cell carcinoma of the cervix）、玻璃细胞癌（glassy cell carcinoma），是一类非常罕见的恶性宫颈肿瘤。肿瘤的命名取自显微镜下的成像，它的细胞质呈毛玻璃状。

## 特征
宫颈毛玻璃样细胞癌的特征和症状和其他宫颈癌类似，并且可能包含一些性交后阴道失血和/或性交疼痛（性交困难）。早期病变时期可能完全无症状。

## 诊断
宫颈毛玻璃样细胞癌的诊断取决于器官检查，比如活体检查。在显微镜下，宫颈毛玻璃样细胞癌由玻璃状的细胞质组成，通常与侵入嗜酸性细胞的炎症和有丝分裂有关。PAS染色体特别区分地侵染和降低了质膜程度。

## 治疗
对肿瘤的治疗取决于肿瘤分期。晚期肿瘤则需要通过手术（根治性子宫切除术和输卵管卵巢切除术）、放射线疗法和化学疗法。

## 相关
- 子宮頸
- 子宮頸癌
- 宫颈乳头状腺癌

## 相关图像

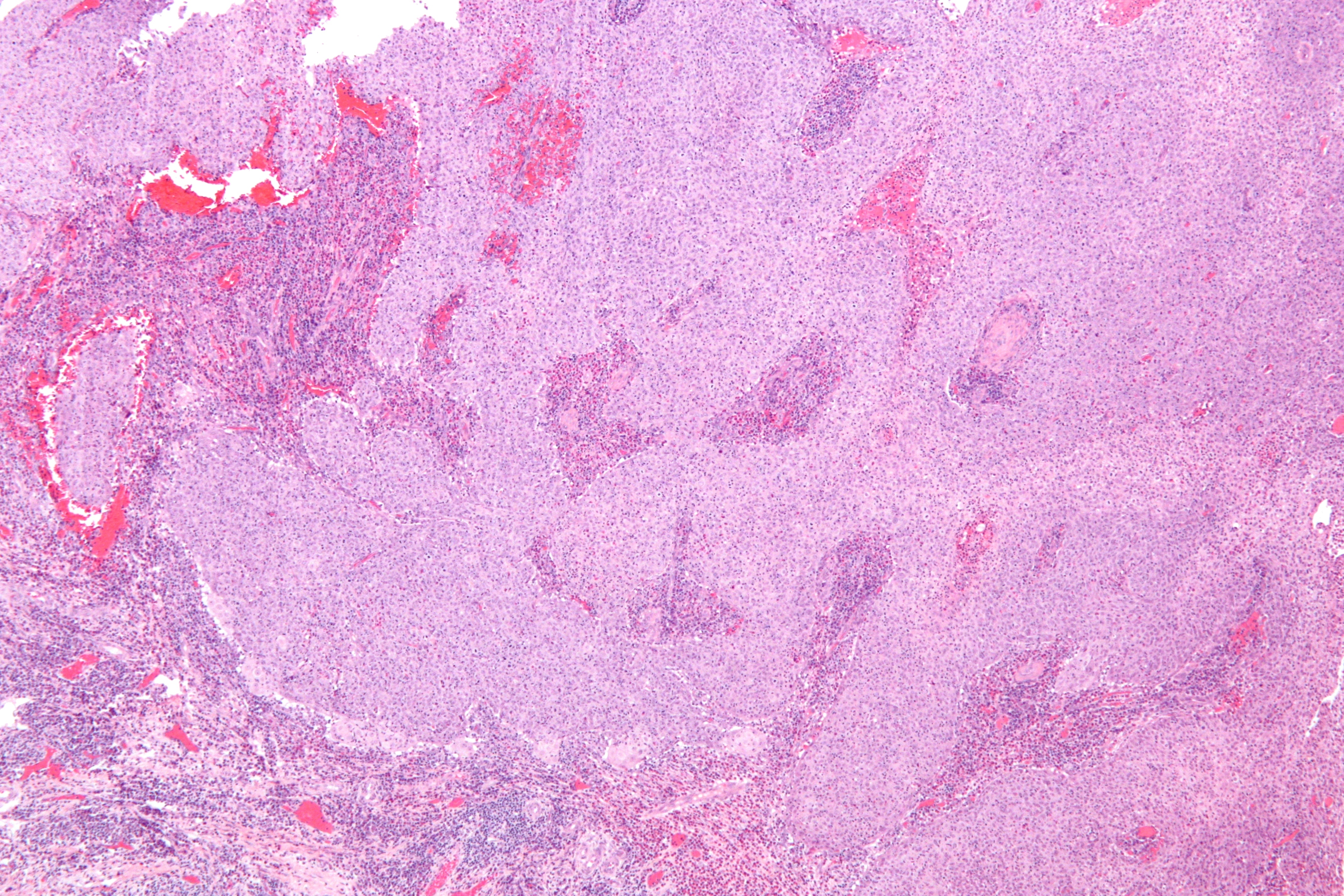
低倍显微镜
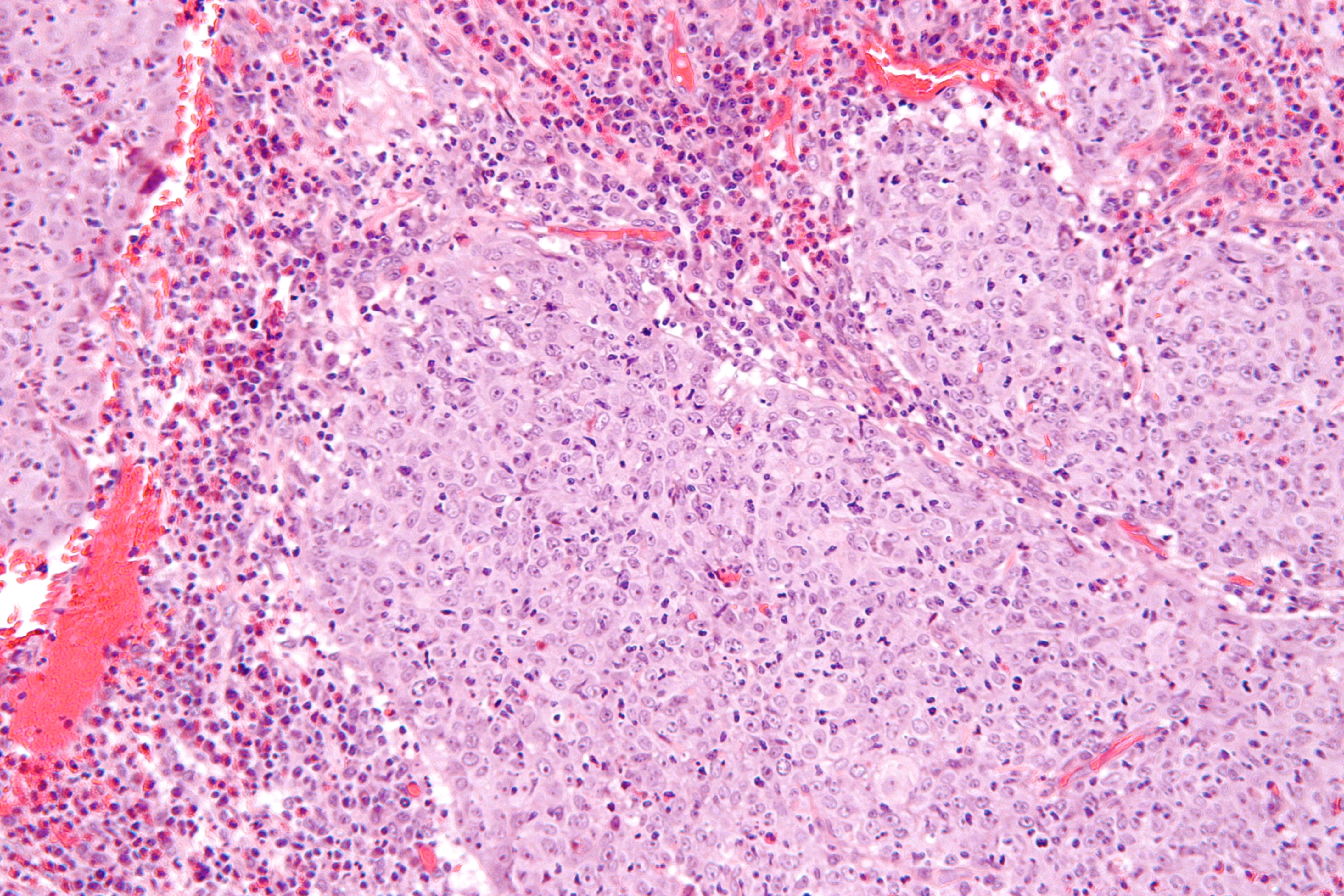
高倍显微镜

## 分类
1. ↑  Nasu, Kaei; Takai, Noriyuki; Narahara, Hisashi. . Journal of Obstetrics and Gynaecology Research. 2009-06, 35 (3): 584–587  [2025-03-15]. ISSN 1341-8076. PMID 19527406. doi:10.1111/j.1447-0756.2008.00968.x. （原始内容存档于2023-01-29） （英语）.
2. 1 2  Deshpande, A. H.; Kotwal, M. N.; Bobhate, S. K. . Indian Journal of Cancer. 2004, 41 (2): 92-95  [2025-03-15]. ISSN 0019-509X. PMID 15318016. （原始内容存档于2025-02-03）.